# Ivoirier
Un ivoirier est une personne dont le métier est de travailler ou de  sculpter l’ivoire. Le travail de l'ivoire existe depuis l'antiquité. L'ivoire est un matériau considéré noble mais désormais règlementé afin de prévenir le braconnage.  La pratique d’ivoirier est illégale en France depuis 2016.
L’ivoire a été utilisé a de multiples fins au cours des siècles avec la production de nombreux objets utilitaires, décoratifs ou encore religieux. A la Renaissance, le développement des machines et techniques de tournage permirent la création d'œuvres en ivoire uniques. De par leur valeur et rareté, les objets en ivoire faisaient souvent partis de l’inventaire des Cabinet de curiosités. L’une des plus grandes collections se trouvent au Grünes Gewölbe, a Dresde.

## En Europe
En France, Dieppe en Normandie fut un centre réputé du travail de l’ivoire.

### Artisans notables
- François Duquesnoy, français du dix-septième siècle.
- Augustin le Pieux, prince-électeur de Saxe, artisan and collectionneur
- Georg Wecker, allemand du seizième siècle.
- Egidius Lobenigk, allemand du seizième siècle.
- Jakob Zeller, allemand du dix-septième siècle.
- Johann Caspar Schenck, allemand du dix-septième siècle.
- Famille Zick, Peter, Lorenz, Stephan, allemande du dix-septième siècle.
- Mathias Rauchmiller, allemand du dix-septième siècle.
- Ignaz Elhafen, autrichien du dix-septième siècle.
- Jean-Baptiste Guillermin
- Nicolas Grollier de Servière
- Armand Boutrolle

## En Afrique

### La guilde des ivoiriers,Igbesamwan, royaume de Bénin
A la cour du Bénin, les sculpteurs d'ivoire étaient organisés en une guilde au service du roi (oba) et se trouvait dans un quartier séparé de la capitale Edo. En plus, des artisans Bini, des artisans Yoruba de l'Empire d'Oyo voisin travaillait aussi dans l’Igbesamwan.

## En Asie

### Inde
L’Inde a une longue histoire du travail de l’ivoire et avaient plusieurs centres régionaux. Les traditions et techniques ivoirières régionales furent résumées avec la publication d’une série de monographes (Monograph on ivory carving) au début du XX-ème siecle.